# Lakeview (Nebraska)
Lakeview je naseljeno područje za statističke svrhe u američkoj saveznoj državi Nebraska. Prema popisu stanovništva iz 2010. u njemu je živjelo 317 stanovnika.